# Kongres Ukraińskich Nacjonalistów

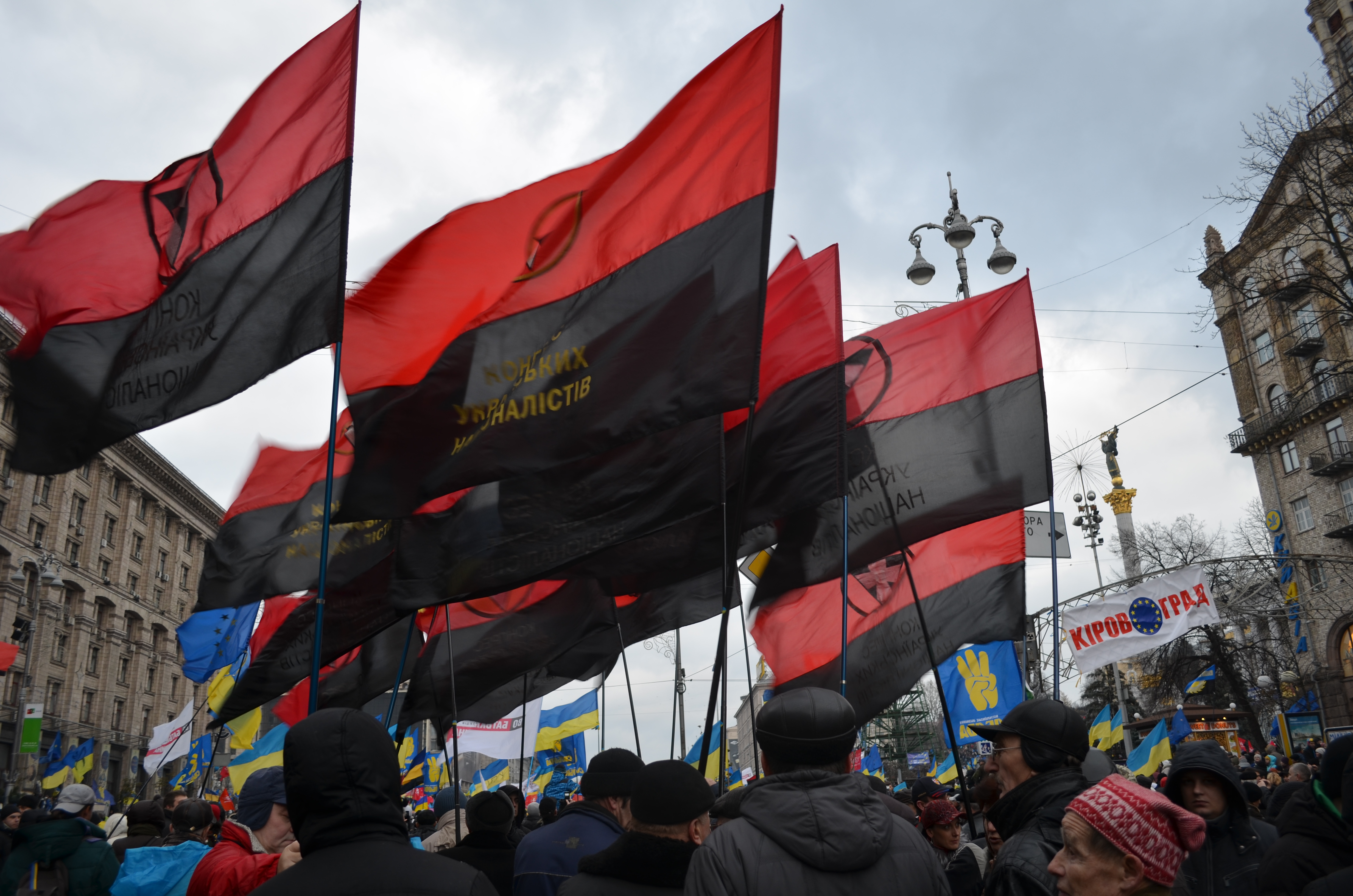
Kongres Ukraińskich Nacjonalistów na Euromajdanie w grudniu 2013

Kongres Ukraińskich Nacjonalistów (ukr. Конгрес Українських Націоналістів, KUN) – nacjonalistyczna i antykomunistyczna ukraińska partia polityczna.

## Historia
Kongres został utworzony 18 października 1992, a zarejestrowany 26 stycznia 1993 z inicjatywy Jarosławy Stećko, kierującej partią nieprzerwanie do swojej śmierci w 2003. Partia uważa się za spadkobierczynię Organizacji Ukraińskich Nacjonalistów.
W Radzie Najwyższej od powstania do 2007 KUN był reprezentowany z reguły przez 2–4 deputowanych. W 1998 organizowana głównie przez Kongres lista krajowa bloku „Narodowy Front” nie przekroczyła progu wyborczego. W 2002 i 2006 przedstawiciele ugrupowania startowali z listy Bloku Nasza Ukraina.
W lipcu 2007 KUN przystąpił do nowej koalicji Nasza Ukraina-Ludowa Samoobrona. Ostatecznie jednak partia nie weszła w skład bloku, jako formalną przyczynę wskazując na plany utworzenia na bazie NU-NS jednolitej partii politycznej po wyborach. Nieoficjalnym powodem był jednak brak szans na umieszczenie nazwiska jej przewodniczącego (od 2003) Ołeksija Iwczenki na wspólnej liście wyborczej. Miejsce wśród pierwszych stu kandydatów bloku (z puli NUNS) uzyskał natomiast wiceprezes kongresu, poseł Jewhen Hirnyk, którego wkrótce wykluczono za to z partii. W rezultacie KUN nie wystartował w wyborach i nie był reprezentowany w parlamencie VI kadencji. W 2012 działacze KUN bezskutecznie startowali do Rady Najwyższej z ramienia Naszej Ukrainy. W 2014 partia wystawiła własną listę wyborczą, która uzyskała śladowe poparcie. Jeden z członków KUN, były poseł Andrij Łopuszanski, uzyskał mandat poselski jako kandydat niezależny.

## Program
Program oparty jest na założeniach nacjonalizmu ukraińskiego. Kongres za swoich ideologów uznaje Mykołę Michnowskiego i Dmytra Doncowa. Postuluje utworzenie niezależnego, demokratycznego, jednolitego, praworządnego, europejskiego ukraińskiego państwa narodowego. Jako najwłaściwszy system KUN wskazuje republikę parlamentarno-prezydencką z dużą władzą samorządów lokalnych. Kongres domaga się m.in. przyznania członkom Organizacji Ukraińskich Nacjonalistów i Ukraińskiej Powstańczej Armii statusu uczestników działań wojennych, wypłacenia przez Federację Rosyjską odszkodowań finansowych dla represjonowanych i przymusowo deportowanych obywateli USRR, pełnej ukrainizacji procesu nauczania szkolnego, walki z dominacją rosyjskojęzycznych publikacji książkowych, dążenia do uznania przez Organizację Narodów Zjednoczonych wielkiego głodu w latach 1932–1933 za ludobójstwo.

## Przewodniczący
- Sława Stećko
- Ołeksij Iwczenko
- Stepan Braciuń